# Pericoma vestita
Pericoma vestita is een muggensoort uit de familie van de motmuggen (Psychodidae). De wetenschappelijke naam van de soort is voor het eerst geldig gepubliceerd in 1993 door Vaillant & Withers.